# Chicago Mustangs
I Chicago Mustangs furono un club calcistico statunitense di Chicago che ebbe una vita estremamente breve: nato nel 1967 si sciolse, infatti, alla fine della stagione 1969.

## Storia
La squadra disputò l'unica edizione del campionato dell'United Soccer Association, lega che aveva il diritto di fregiarsi del campionato di Prima Divisione su riconoscimento della FIFA, nel 1967: quell'edizione della Lega fu disputata utilizzando squadre europee e sudamericane in rappresentanza di quelle della USA, che non avevano avuto tempo di riorganizzarsi dopo la scissione che aveva dato vita al campionato concorrente della National Professional Soccer League I; la squadra di Chicago fu rappresentata dagli italiani del Cagliari. I Mustangs non superarono le qualificazioni per i play-off, ciononostante vantarono il quarto miglior attacco del torneo con 20 gol: il capocannoniere fu Roberto Boninsegna con 11 reti.
Nel 1968 la squadra disputò il campionato della NASL, ma non si qualificò per i play-off. Anche a causa della scarsissima affluenza di pubblico (3.300 spettatori di media complessiva nelle due stagioni) i Mustangs lasciarono la NASL, passando a giocare per un anno nella lega semi-professionista della National Soccer League of Chicago. Fino all'avvento dei Chicago Sting non si parlò più di calcio professionistico nell'Illinois.

## Allenatori
- Manlio Scopigno (1967)
- George Meyer (1968)